# 크레이지 아케이드 대모험 2: 지옥불마왕의 부활
《크레이지 아케이드 대모험 2: 지옥불마왕의 부활》은 넥슨(이후 넥슨 코리아)이 기획하고 미지 프로덕션에서 개발, 2003년 12월 8일에 출시한 PC 게임이다. 전작인 BnB 어드벤쳐의 속편으로, 크레이지 아케이드의 캐릭터를 이용한 어드벤처 게임이다. 《BnB 어드벤쳐 2》라고도 불린다.

## 개요
다오가 주인공이 되어 지옥불마왕에게 잡혀간 아버지를 구출하고 버블힐 마을을 구하는 스토리로 구성되어 있다.
전작과는 다르게, 스토리 모드에서 2인 동시 플레이가 가능하며, 플레이어블 캐릭터는 1P는 다오, 2P는 배찌이다.